# Нанотехнологии на основе ДНК

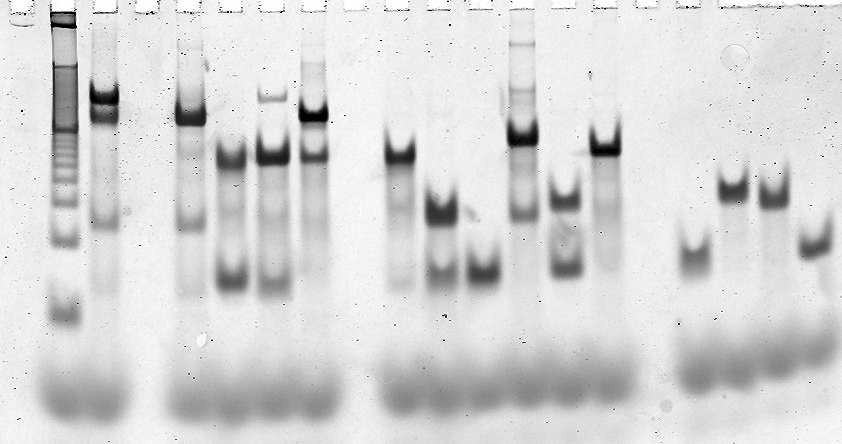
Дважды пересекающаяся структура из ДНК в геле.

Нанотехнологии на основе ДНК (англ. DNA nanotechnology) — разработка и производство искусственных структур из нуклеиновых кислот для технологического использования. В этой научной области нуклеиновые кислоты используются не как носители генетической информации в живых клетках, а в качестве материала для нужд небиологической инженерии наноматериалов.
В технологии используются строгие правила спаривания оснований нуклеиновых кислот, которые для формирования прочной жесткой структуры двойной спирали допускают только связывание вместе частей нитей с комплементарными последовательностями оснований. Исходя из этих правил, появляется возможность инженерного проектирования последовательности оснований, которая будет выборочной сборкой образовывать сложные целевые структуры с точно настроенными наноразмерными формами и свойствами. В основном, для создания материалов используется ДНК, однако были построены и структуры с включением других нуклеиновых кислот, таких как РНК и пептидо-нуклеиновые кислоты (ПНК), позволяя использовать для описания поля технологий название «нанотехнологии на основе нуклеотидных оснований» .
Основная концепция нанотехнологий на основе ДНК была впервые предложена в начале 1980-х годов Надрианом Симэном, и в середине 2000-х годов это поле для исследований начало привлекать широкий интерес. Исследователи, работающие в новой появляющейся области технологий, создали статические структуры, такие как двух- и трёхмерные кристаллические решётки, нанотрубки, многогранники и другие произвольные формы, а также — функциональные структуры, такие как молекулярные машины и ДНК-компьютеры.
Для сборки этих структур используется множество методов, включая плиточное структурирование, где плитки собираются из более мелких структур, складывающиеся структуры, создаваемые с помощью метода ДНК-оригами, и динамически перестраиваемые структуры, создаваемые с использованием методов перемещения пряди. Исследовательское поле начинает использоваться в качестве инструмента для решения проблем фундаментальной науки в областях структурной биологии и биофизики, включая прикладные задачи кристаллографии и спектроскопии для определения структуры белка. Также ведутся изыскания для потенциального применения в масштабируемой молекулярной электронике и наномедицине.

## Основные понятия

### Свойства нуклеиновых кислот

Эта четрёхнаправленная связь в ДНК-перекрёстке, которая даёт наибольшее количество правильных спаренных оснований, в которых A подходит к T и C подходит к G

Дважды пересекающаяся сверхмолекулярная конструкция, состоящая из пяти одиночных нитей ДНК, которые образуют две двойно-спиральных области, сверху и снизу этого изображения. Представлены две точки пересечения, где ветви пересекаются и образуют пересечение областей

Под нанотехнологиями часто подразумевают изучение материалов и устройств, размеры составляющих которых меньше 100 нм. Нанотехнологии на основе ДНК, в частности, являются примером восходящей самосборки молекул, в которых молекулярные компоненты спонтанно организуются в устойчивые структуры; конкретный вид этих структур определяется физическими и химическими свойствами составляющих, выбранных конструкторами. В нанотехнологиях на основе ДНК материалом составляющих являются нити нуклеиновых кислот, таких как ДНК, которые хорошо подходят для строительства наноразмерных объектов, поскольку двойная спираль из нуклеиновых кислот имеет диаметр 2 нм и длину одного участка оборота на 360° — 3,5 нм.
Ключевой особенностью, которая делает нуклеиновые кислоты более удобными для построения структур, отличающая их от других материалов, является то, что крепление между двумя нуклеиновыми кислотами зависит от простых и хорошо изученных правил спаренных оснований, при этом оно образует чётко определенную структуру, что в совокупности позволяет легко сборкой структур из нуклеиновых кислот через проектирование нуклеиновых кислот. Это особенность отсутствует в других нанотехнологичных материалах, в том числе — белках, проектирование которых очень затруднительно, а также — наночастицах, которые не имеют возможностей для управляемой самосборки.
Структура молекулы нуклеиновой кислоты состоит из последовательности нуклеотидов, которые различаются по содержащимся в них азотистым основаниям. В ДНК представлены четыре основания: аденин (А), цитозин (C), гуанин (G) и тимин (Т). Нуклеиновые кислоты обладают тем свойством, что молекулы, в процессе образования двойной спирали, связываются друг с другом только если две последовательности азотистых оснований комплементарны. То есть это значит, что они образуют подходящие последовательности пар оснований, в которых А прикрепляется только к T, а С прикрепляется только к G. Поскольку формирование правильно подобранных пар оснований является энергетически выгодным, ожидается, что нуклеиновые кислоты в большинстве случаев связываются друг с другом в конформации, которая максимизирует количество правильно спаренных оснований. Таким образом, последовательности оснований в системе нитей позволяют определять образец связки и общую структуру объекта легко контролируемым путём. В нанотехнологиях на основе ДНК, последовательности оснований нитей определяются исследователями так, что взаимодействия спаривания заставляют нити собирать заданные конформации.

### Подполя исследований
Нанотехнологии на основе ДНК иногда делят на два пересекающихся подполя: структурные нанотехнологии на основе ДНК и переменчивые нанотехнологии на основе ДНК. В структурных нанотехнологиях на основе ДНК (иногда — сокращённо СНнД (англ. SDN) основное внимание уделяется синтезу и характеристике нуклеиновых материалов и комплексов, которые собираются в конечные равновесные состояния. В то же время, переменчивые нанотехнологии на основе ДНК сосредоточены на комплексах с полезным неравновесным поведением, чьи состояния можно поменять путём химического или физического стимула. Некоторые наноразмерные комплексы, такие как нуклеиновые кислоты наномеханических устройств, сочетают в себе черты обоих (структурного и переменчивого) подполей.
Конструкции, построенные в рамках нанотехнологий на основе ДНК используют топологически разветвленные структуры нуклеиновых кислот, содержащие соединения. (В отличие от большинства биологических ДНК, существующих в виде неразветвленной двойной спирали). Одной из простейших разветвленных сборок является четырёхнаправленный узел, который состоит из четырёх отдельных нитей ДНК, части которых комплементарны по определенной схеме. В отличие от естественной структуры Холидея, каждое направление в неподвижном искусственном узле имеет отличную от других последовательность оснований, в результате чего точки соединения оказываются в строго определённом месте. В одной сборке могут быть объединены множественные переходы, например, в широко используемое двойное пересечение (ДП (англ. DX)), которое содержит две параллельных области двойных спиралей со взаимным пересечением прядей областей в двух различных точках. Каждая точка пересечения топологически сама является четырёхнаправленным узлом, при этом ограничена в одной ориентации. Так что в отличие от гибкого одиночного четырёхнаправленного узла, двойное пересечение обеспечивает жёсткость, что делает его подходящим строительным блоком для увеличения сборок ДНК.
Переменчивые нанотехнологии на основе ДНК для того, чтобы обеспечить возможность перестроить сборку нуклеиновых кислот (в ответ на добавление новой нуклеиновой кислоты), используют механизм, называемый «опороопосредованное смещение нитей». В этой реакции входящая нить связывается с одноцепочечной опорной областью двухцепочечной сборки, а затем — вытесняет одну из связанных оригинальной сборки при помощи процесса «миграции ветви». Как результат, одна из ветвей сборки заменяется другой. Кроме того, перестраиваемые сборки и устройства можно создавать, используя функциональные нуклеиновые кислоты, такие как дезоксирибозимы и рибозимы, которые способны производить химические реакции и аптамеры, которые могут связываться со специфическими белками или небольшими молекулами.

## Галерея

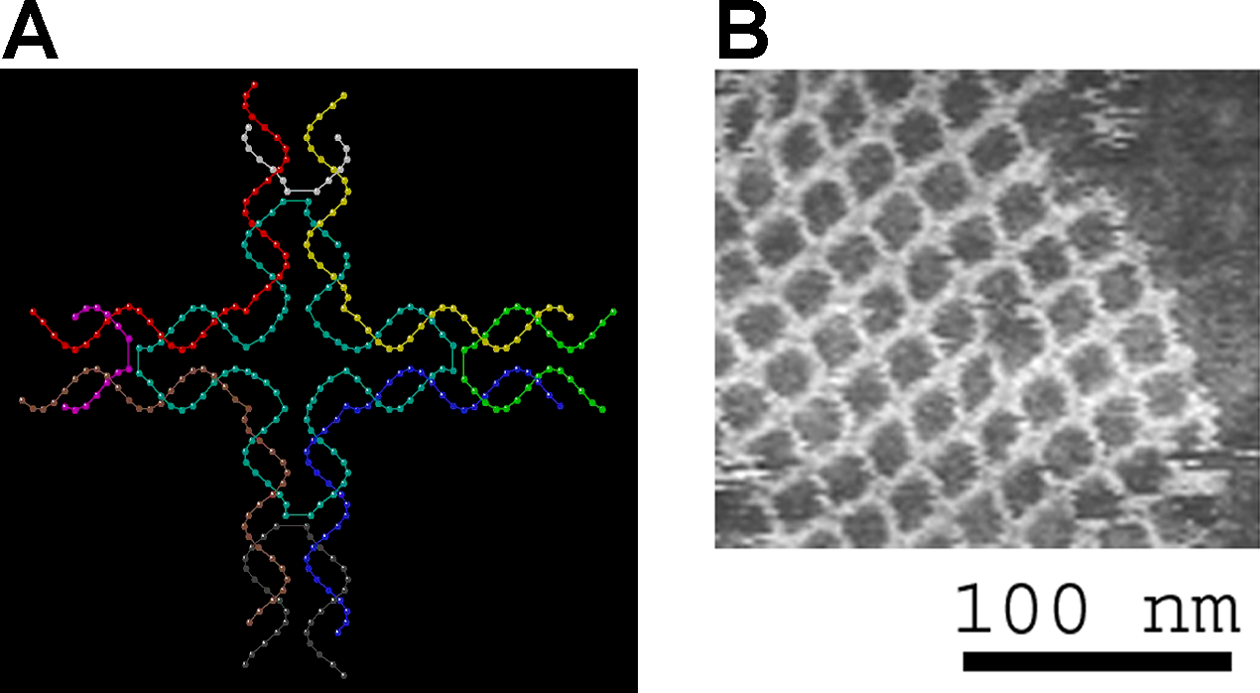
Слева: модель плитки из ДНК, используемая для создания другой двумерной периодической решётки. Справа: атомарная усиливающая микрофотография собранной решётки.